# Polygonarea clavigera
Polygonarea clavigera är en mångfotingart som beskrevs av Karl Wilhelm Verhoeff 1940. Polygonarea clavigera ingår i släktet Polygonarea och familjen storjordkrypare.
Artens utbredningsområde är Swaziland. Inga underarter finns listade i Catalogue of Life.